# Boekanier des Konings
Boekanier des Konings (The Kings Buccaneer) is het vijfde en laatste deel van de fantasy-serie De Saga van de Oorlog van de Grote Scheuring, geschreven door Raymond E. Feist. Deze serie gaat over de oorlog die ontstaat doordat een door magie gewrochte opening in de drie dimensies van de ruimte ervoor zorgt dat de werelden Midkemia en Kelewan met elkaar verbonden worden. De oorspronkelijke titel van het boek is The Kings Buccaneer, en het werd uitgegeven in 1992.

## Samenvatting van het boek
Eenmaal weggezonden naar een verre buitenpost, kasteel Schreiborg, om zich daar te harden en proefondervindelijk lering op te doen, raken de jonge prins Valentijn en zijn net zo jeugdige jonker Han in groot gevaar als piraten hun tijdelijke woonstede overvallen.
Groot is hun ontsteltenis als blijkt dat Margreet en Adelinde, respectievelijk de dochter van hertog Martin van Schreiborg en Bertram van Kars, door de overvallers zijn ontvoerd. Met behulp van admiraal Emus Trask, die op het punt staat zijn carrière te beëindigen, zetten de dappere jongens de achtervolging in.
De achtervolging brengt ze uiteindelijk naar Novindus waar ze het hele land moeten doorkruisen om bij Margreet en Adelinde te komen. Onderweg trotseren ze honger, hinderlagen en tovenarij. Onderwijl wordt het Margreet en Adelinde steeds duidelijker wat de ontvoerders van plan zijn. Een aantal van de ontvoerders begint steeds meer op hen en de bemanning te lijken.